# Margarida III de Flandes

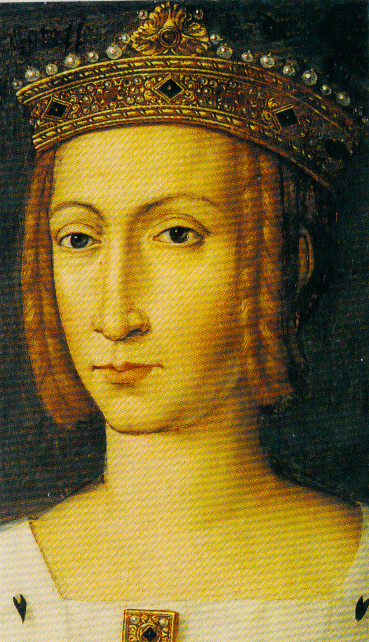
Margarida de Flandes

Margarida III de Flandes o Margarida de Male (Male, Flandes 1350 - Arràs, aleshores a Flandes, 1405), comtessa de Flandes i d'Artois (1384-1405). Va fundar el poder dels Borguinyons a les Disset Províncies.
Va néixer el 1350, filla única de Margarida de Brabant i del comte Lluís II de Flandes. Per línia paterna era neta del comte Lluís I de Flandes i la comtessa Margarida I de Borgonya, i per línia materna del duc Joan III de Brabant i Maria d'Evreux.
Quan són pare va morir, va heretar el comtat de Flandes, Rethel i les ciutats de Mechelen i d'Anvers, i més tard s'hi van afegir el comtat de Nerver, la baronia de Donzy, el comtat d'Artèsia i el Franc Comtat. Aleshores tan la casa real d'Anglaterra com la de França cercaven expandir llur influència, i organitzar un casament polític amb Margarida. El comtat de Flandes volia conservar les relacions comericials amb Anglaterra i veia malament la política antianglesa de França. El príncep anglès Edmund Langlay, duc de Cambridge, va organitzar el casament am el duc Felip II el 1369. El 1361 es quedà viuda, i sense fills, fou designada hereva titular del ducat de Borgonya.
Margarida III de Flandes morí el 16 de març de 1405 a Arràs.

## Núpcies i descendents
Es casà el 14 de maig de 1357 a Lilla amb el duc Felip I de Borgonya. No van tenir fills. Felip I va morir el 1361. Es va casar, en segones núpcies, el 19 de juny de 1369 a Gant amb el duc Felip II de Borgonya, fill del rei Joan II de França. Van tenir almenys onze fills, dels quals set van atènyer l'edat adult.
- Joan I de Borgonya (1361-1419), duc de Borgonya
- Carles de Borgonya (1372-1373)
- Antoni de Borgonya (1384-1415), comte de Rethel i duc de Brabant
- Felip de Borgonya (1389-1415), comte de Nevers i Rethel
- Margarida de Borgonya (1374-1441), casada el 1385 amb el duc Guillem IV de Baviera
- Caterina de Borgonya (1378-1426), casada el 1393 amb el duc Leopold IV d'Àustria
- Bonna de Borgonya (1379-1399)
- Maria de Borgonya (1380-1428), casada el 1401 amb el comte Amadeu VIII de Savoia